# Het mes
Het mes is een Nederlandse film uit 1961 onder regie van Fons Rademakers in zwart-wit met geluid. De film heeft als internationale titel The Knife en is gebaseerd op het gelijknamige verhaal van Hugo Claus uit diens verhalenbundel De zwarte keizer. Claus verzorgde tevens het scenario. 

## Verhaal
De dertienjarige Thomas is op een leeftijd dat erotiek ontluikt. Na afloop van een missietentoonstelling in een klooster steelt hij een antiek Oosters mes, dat gedurende de film een belangrijke functie heeft. Met dit mes probeert hij indruk te maken op Toni, een meisje met wie hij al tijden omgaat en op wie hij sinds kort verliefd is. Daarnaast is dit mes het middelpunt van zijn moeizame relatie met zijn moeder. Hij kan het zijn moeder niet vergeven dat zij, na het overlijden van zijn vader, een relatie heeft gekregen met een van zijn vaders vroegere vrienden, Oscar. Hij denkt dat Oscar zijn vader probeert te vervangen, en tracht hem te intimideren met het mes. Dit incident brengt Thomas in moeilijkheden. 
Niet veel later kondigt zijn moeder aan dat hij aan het einde van de zomer naar een kostschool zal worden gestuurd. Het restant van de zomer brengt hij voornamelijk door met Toni. Ze bezoeken vooral de kermis en De Valken, een stuk grondgebied van jonge mensen. Hun eerste bezoek aan De Valken loopt slecht af: ze worden betrapt en Thomas wordt publiekelijk vernederd door een van de leden. Hij zweert wraak te nemen met het mes, dat Oscar in beslag had genomen. Oscars relatie met Thomas' moeder loopt niet stabiel. Tot groot ongenoegen van Thomas' moeder brengt Oscar veel avonden door in de kroeg, waardoor zowel hij als zij een slechte reputatie krijgen.
Tijdens het tweede bezoek aan De Valken zijn Thomas en Toni getuige van een verkrachting. Toni vindt wat ze gezien heeft weerzinwekkend, maar Thomas kan zijn ogen er niet afhouden. Ze confronteert hem hiermee, waarna hij haar speels bedreigt met zijn mes. Op een avond is Thomas getuige van een ruzie tussen zijn moeder en Oscar. Hij wil niet langer in het huis wonen, loopt weg van huis en brengt de nacht door in een schuur, waar hij droomt dat zijn vader hem neerschiet. De volgende dag wordt hij tegen zijn zin terug naar huis gebracht door een dorpeling.
Eenmaal thuis biedt zijn moeder Thomas haar excuses aan omdat zij hem in de steek heeft gelaten. Ze vertelt dat hij te jong is om te begrijpen waarom hij wordt weggestuurd, maar suggereert dat het te maken heeft met Oscar. Enkele dagen later vertrekt Thomas naar de kostschool. Eenmaal onderweg vertelt hij in een voice-over dat hij klaar is voor de nieuwe fase van zijn leven, dat hij volwassen is geworden, te oud om te spelen met Toni en te oud voor het mes.

## Rolverdeling
| Acteur                | Personage         |
| --------------------- | ----------------- |
| Reitze van der Linden | Thomas            |
| Marie-Louise Videc    | Toni              |
| Ellen Vogel           | Moeder van Thomas |
| Paul Cammermans       | Oscar             |
| Hetty Beck            | Marie             |
| Elly van Stekelenburg | Waarzegster       |
| Mia Goossen           | Moeder van Toni   |
| Guus Hermus           | Vader van Thomas  |
| Cor Witschge          | Ratte, de soldaat |
| Piet van der Meulen   |                   |
| Leo Pijls             |                   |

## Achtergrond
Aanvankelijk gaf regisseur Fons Rademakers aan producent Joop Landré de opdracht een bewerking van Hugo Claus' novelle te maken, maar die 'vond het wel erg poëtisch'. Rademakers nam contact op met de schrijver zelf, die destijds resideerde in New Orleans. Claus ging onmiddellijk aan de slag met het scenario, dat hij in twee weken tijd voltooide. De film werd opgenomen op en om Kasteel Cortenbach in Zuid-Limburg en de Cinetone studio's.
De film werd goed ontvangen door de pers. Een recensent van Het Vrije Volk schreef: 'Het mes is zonder twijfel de beste film die ooit onze studio's heeft verlaten.' Ook op het Filmfestival van Cannes werd de film met enthousiasme ontvangen. Onderscheidingen kwamen uit Edinburgh en Melbourne. Desondanks kwam de film niet uit de kosten. De film trok 316.588 bezoekers en bracht ongeveer 150.000 gulden op. Filmhistorici weten het commerciële falen aan de 'dichterlijke materie'. Op een lijst van beste Nederlandse films die in 1999 werd samengesteld uit een opiniepeiling, eindigde Het mes op de 142ste plaats.